# The Hawthorns
A Hawthorns egy labdarúgó-stadion Angliában, West Bromwich városában.

## A stadion adatai
1900 szeptemberében nyílt meg, azóta használja a West Bromwich Albion, amely csapat jelenleg a Premiership tagja.
Befogadóképessége 26 272 fő. Világítás van, lelátói fedettek, a pálya felülete füves, területe 105x68 méter.
2008-ban a Keleti- és Nyugati-szektorok felújítására került sor, melynek 7,5 millió font.

## Fordítás
Ez a szócikk részben vagy egészben  a   The Hawthorns című angol Wikipédia-szócikk fordításán alapul.  Az eredeti cikk szerkesztőit annak laptörténete sorolja fel. Ez a jelzés csupán a megfogalmazás eredetét és a szerzői jogokat jelzi, nem szolgál a cikkben szereplő információk forrásmegjelöléseként.